# SCK GIRLS
SCK GIRLS（エスシーケーガールズ）は、宮城県気仙沼市を拠点に活動している女性ローカルアイドルグループである。所属事務所はSimCity気仙沼、レーベルは匠工房。『ご当地アイドル殿堂入り』。佐々木莉佳子、橘花怜は卒業メンバー。

## 概要
東日本大震災の影響が色濃く残る宮城県気仙沼市に於いて「気仙沼の子供達の笑顔取り戻すためにご当地アイドルを育成しよう!」と気仙沼市を復興支援するボランティア団体 SimCity（シムシティ）気仙沼が立ち上げたアイドルプロジェクトで結成されたローカルアイドルグループ、気仙沼市と近隣地区に在住する女子で構成されており、メンバーは研修生・SCK KIDSと呼ばれるメンバーを含め14名（2015年3月現在）で、イベント・ライブ等には各々の実力・スケジュールを考慮した選抜メンバーで出演している。音楽プロデューサーを務め楽曲提供を行っているのは仙台を中心に活動するラウド系ミクスチャーバンド「OD」のギタリストSHI-SHOW（佐藤健）である。

## グループ名
当初のグループ名である「SCK45」の由来は所属する気仙沼の復興支援ボランティア団体「SimCity気仙沼」の略と、国道45号にちなむ。 2012年4月1日からはグループ名を「SCK GIRLS」と変更し「SCK」を「産地直送気仙沼」の略とする様になった。デビューCDには「気仙沼産」や「産地直送」などのステッカーが貼られ、物販では地元気仙沼産の商品の販売や広報活動を行なっている。

## 経緯
デビュー直後は当初のグループ名と被災地のアイドルということ、一部のメディアでの誤解を与える様な報道により、主にネットユーザーからグループ名や運営への謂れのない批判が相次いだ、しかしながら無償で真摯な活動を続けるグループの姿にそれらは徐々に沈静化した。地元イベントでのステージ出演や施設慰問・ボランティア活動を続ける中、宮城県内はもとより東北各地のイベントに出演し元気な気仙沼の姿と笑顔を届けることに努めている。
2012年3月31日から4月8日にかけて東京・葛西臨海公園で行われた復興支援イベント「believe♥nippon」では初の東京でのステージを披露、みやぎびっきの会（山寺宏一、小柴大造、小川もこ、東野ひろあき）と共演し復興支援ソング「虹を架けよう」を披露した。6月24日には新宿BLAZEにて開催された第2回「つんつべ♂産地直送アイドルフェア in 東京」に同じく宮城県出身のアイドルユニットテクプリと共に出演、12月26日には原宿クエストホールで開催されたホリプロ主催のご当地アイドルNO.1決定戦「U.M.U AWARD 2012」にファイナリストとして出場するなど関東での活躍の場も広げている。2012年末には気仙沼市より「復興メッセンジャー」を委嘱された。
2014年4月20日から宮城県仙台市に於いて仙台のご当地アイドルFragrance（フレグランス）と共に定期ライブをスタートした。9月27日には初出演した「仙台放送まつり2014 地元愛！」レンタルのニッケンpresents LOVE LIVE! にて女子アナアイドルデビュー企画のために元イケメン'ズのメンバー伊東洋平によって書き下ろされた新曲「One's home in my heart」をプレゼントされた。
2015年2月14日、東京・府中グリーンプラザけやきホールにて開催された「東北復興応援コンサート2015」に出演し、ダンス☆マンより福島県西白河郡矢吹町のご当地アイドルShuN-R＠n GIRLS☆（シュンランガールズ）と共に新曲「ラブ☆ヘタレ」をプレゼントされている。
2021年11月3日、結成10年を迎えて日本ご当地アイドル活性協会から『ご当地アイドル殿堂入り』に認定された。
2025年7月27日、9月に開催されるクロちゃん主催の大型フェス「クロフェス2025 6年目！クロフェスと結婚するしん！」にて宮城県代表として初選出が発表。

## メンバー
| 名前       | 本名             | 生年月日（年齢）      | 血液型 | メンバーカラー           | 備考 |
| ---------- | ---------------- | --------------------- | ------ | ------------------------ | --- |
| まりか     | 鈴木麻莉夏       | 1997年7月22日（28歳） | B型    | ツツジレッド             | 3代目リーダー、気仙沼市役所勤務でアイドルと二刀流の様子を何度も取材されている                                                                                           |
| みさき     |                  |                       |        | ゆずイエロー             | 候補生。2016年7月23日、海一番★復興アイドルタッグマッチにてお披露目された。2017年6月15日正規メンバーに昇格。                                                             |
| さき       |                  | 2007年                |        | シャークブルー           | |
| ステフィー | ステフ・エアリー | 2月2日                |        | 未定                     | 基本的に気仙沼と近辺の女性のみの募集だが、所属してる間に東京に引っ越すことになり、東京から通い月に1回(イベントが2日連続の場合は2日間の場合もあり)イベントに出演している |
| みゅう     |                  |                       |        | メカピンク               | |
| みかん     |                  |                       |        | ホヤオレンジ             | 元候補生。2025年7月26日正規メンバーへ昇格。 |
| ちはな     |                  |                       |        | キタムラサキウニパープル | 元候補生。2025年7月26日正規メンバーへ昇格。 |
| ののか     |                  |                       |        | 未定                     | 候補生 |
| ここは     |                  |                       |        | 未定                     | 候補生 |
| まお       |                  |                       |        | 未定                     | 候補生 |
| あゆめ     |                  |                       |        | サンマライトブルー       | 候補生 |

- メンバーは常時募集の形を採っている。
- 2012年10月15日をもってさとみが受験のためリーダーを退任しりせがリーダーに就任。受験後はさとみが裏番として復帰。りせの卒業後はまりかが3代目リーダーに就任。
- 2013年3月31日をもってりかこ(佐々木莉佳子)がハロプロ研修生に移籍[16]したことが発表された[17][18]。2014年10月4日、スマイレージ（現・アンジュルム）の3期メンバーとして加入。

### 卒業・移籍メンバー
| 名前       | 本名         | 生年月日 （現年齢）    | 血液型 | 卒業・移籍日   | 在籍状況 | 備考 |
| ---------- | ------------ | ---------------------- | ------ | -------------- | -------- | --- |
| すずか     | -            | -                      | -      | -              | 卒業     | 2011年加入。初期メンバー |
| なみ       | -            | -                      | -      | -              | 卒業     | 2011年加入。初期メンバー |
| あかり     | -            | -                      | -      | -              | 卒業     | 2011年加入。 |
| りかこ     | 佐々木莉佳子 | 2001年5月28日（24歳）  | A型    | 2013年3月31日  | 移籍     | 元・アンジュルムメンバー。2011年加入。初期メンバー |
| かおるこ   | -            | 1998年3月4日（27歳）   | -型    | 2013年5月26日  | 卒業     | 『第6回猊鼻渓の賑わいin復興応援』のステージで「やりたい事が見つかった」ことを理由に卒業を発表。2011年加入。初期メンバー |
| りの       | -            | 1999年8月27日（25歳）  | A型    | 2013年12月23日 | 卒業     | 気仙沼復興商店街南町紫市場の2周年記念イベント出演をもって卒業。2011年加入。 |
| りせ       | 高橋里瀬     | 1994年5月24日（31歳）  | O型    | 2014年9月14日  | 卒業     | 定期ライブ出演をもって卒業。2代目リーダー 2011年加入。初期メンバー |
| さとみ     | 渡辺さと美   | 1994年12月19日（30歳） | A型    | 2014年11月24日 | 卒業     | 定期ライブ出演をもって卒業。初代リーダー 2011年加入。初期メンバー |
| みおん     | -            | 1999年2月24日（26歳）  | B型    | -              | -        | 2012年加入。 |
| れいか     | -            | -                      | -      | -              | -        | 2012年加入。 |
| マリフィー | -            | 1999年2月14日（26歳）  | -      | -              | -        | 2012年加入。 |
| ゆい       | -            | 2001年5月27日（24歳）  | A型    | 2015年5月10日  | 卒業     | 定期ライブ出演をもって卒業。 |
| かれん     | 橘花怜       | 2003年10月21日（21歳） | B型    | 2015年9月30日  | 移籍     | 2015年9月30日をもって卒業、スターダストプロモーション仙台へ移籍。いぎなり東北産に加入。 |
| あみ       | -            | 1994年9月16日（30歳）  | O型    | 2016年1月17日  | 卒業     | 定期ライブ出演をもって卒業。 |
| りん       | -            | 2000年6月16日（25歳）  | B型    | 2016年8月13日  | 卒業     | 気仙沼ALIVE!2016プレイベント出演をもって卒業。 |
| ともか     | -            | 2001年6月22日（24歳）  | O型    | 2016年11月3日  | 卒業     | 気仙沼紫市場で開催されたSCKGIRLS5周年記念イベントへの出演をもって卒業。 |
| あやか     | -            | 1998年2月7日（27歳）   | -      | 2016年11月23日 | 卒業     | 2014年12月23日、南町紫市場3周年感謝祭にてお披露目された。 復興屋台村気仙沼横丁で開催されたイベントへの出演をもって卒業。 |
| りかこ     |              | 2006年9月29日（18歳）  | A型    | 2017年2月28日  | 卒業     | |
| ありさ     |              | 1999年8月14日（25歳）  | B型    | 2017年3月20日  | 卒業     | サブリーダー |
| めい       |              | 2000年5月20日（25歳）  | -      | 2017年6月2日   | 除名     | |
| のの       |              | 2001年11月12日（23歳） | A型    | 2017年6月2日   | 卒業     | 2014年7月13日、定期ライブ「みんな一緒に騒ごうよっ！！」でSCK GIRLSへの昇格が発表された。 |
| あおい     |              | 2001年11月27日（23歳） | O型    | 2017年6月24日  | 卒業     | 2014年2月22日、バクステ外神田一丁目2014春ツアー仙台公演のステージでSCK GIRLSへの昇格が発表された。 |
| すず       |              | 2003年10月21日（21歳） | -      | 2018年4月30日  | 卒業     | |
| きょうか   |              | 2005年10月21日（19歳） | -      | 2019年9月14日  | 卒業     | 2019年9月14日ボルセッタイシカワで行われた｢SCK GIRLS きょうか卒業イベント｣にて卒業。 |
| ゆうき     |              |                        |        | 2021年1月31日  | 卒業     | 2016年7月23日、海一番★復興アイドルタッグマッチにてお披露目された。2021年3月16日公式ブログで1月31日に卒業していた事が発表された。どこにも所属していない事が条件のオーディションを受けるために卒業、本来はこういった形での卒業は認めていないがこの時に限りゆうきさんの気持ちを尊重し、卒業を認めたとの事。かすみ草とステラの2期生オーディションを受けた後、AGETION! に所属、AGETION! が現体制終了となったため、2023年10月9日青山Rizmで行われた現体制LAST LIVEにて活動終了。 |
| まゆ       |              |                        |        | 2022年1月3日   | 卒業     | 2022年1月3日拓ホールで行われた｢SCKGIRLS10周年記念イベント｣にて卒業。 |
| なつき     |              |                        |        | 2022年3月12日  | 卒業     | |
| くるみ     |              |                        |        | 2023年4月2日   | 卒業     | 2023年4月2日拓ホールで行われた｢SCKGIRLSくるみ卒業イベント｣にて卒業。 |
| りん       |              |                        |        | 2024年3月24日  | 卒業     | 2024年3月24日拓ホールで行われた定期公演｢産地直送気仙沼ぶっとび！大演芸会 vol.10｣にて卒業発表、その場で卒業となった。 |
| ゆりか     |              |                        |        | 不明           | 卒業     | 元々体調を崩しやすく活動が難しいとの事で、発表等はなく卒業した。 |
| ひかり     |              |                        |        | 2024年12月23日 | 除名     | 公式ブログの報告にて脱退。話し合いの末折り合いがつかず、卒業という形では無く除名という形になったとのこと。 |

## 活動歴
- 2011年11月03日、お伊勢浜らいぶふぇすたでデビュー[37]
- 2012年04月01日、ファーストシングル「ありがとうの言葉 / ReGenerasion」発売
- 2012年11月03日、イオン気仙沼にて一周年記念ライブ開催
- 2013年07月06日、セカンドシングル『you＆Me / 最後の歌』発売
- 2013年12月18日、朝日新聞（東京本社版）経済面「けいざい心話」で『被災地の少女隊』として結成から現在までが4回シリーズで採り上げられる[38][39][40][41]。
- 2014年04月20日、定期ライブ "Regular LIVE presented by SCK GIRLS & Fragrance「みんな一緒に騒ごうよっ！！」 "をスタート。
- 2015年02月14日、東京・府中グリーンプラザけやきホールにて開催された「東北復興応援コンサート2015」に出演[42]。
- 2021年03月08日、NHK Eテレ「沼にハマってきいてみた」の「東北ハマったさんスペシャル」の生放送に中継で出演。初期メンバーである佐々木莉佳子とも共演した。

## 作品

### マキシシングル
| 枚 | リリース日    | 曲名                            | レーベル | 販売形態 | 規格品番  | 備考                                  | 経緯 |
| -- | ------------- | ------------------------------- | -------- | -------- | --------- | ------------------------------------- | --- |
| 1  | 2012年4月1日  | ありがとうの言葉 / ReGenerasion | 匠工房   | CD       | SCKG-0001 | 作詞：SHI-SHOW 作曲：SHI-SHOW         | つんく♂、松田公太らサンサルバ会の有志の支援を受けて制作 |
| 2  | 2013年7月6日  | You＆Me / 最後の歌              | -        | CD       | -         | 作詞：i-res 作曲：kiko 編曲：新本和正 | 日本まごころ堂、専門学校デジタルアーツ仙台の企画協力を受けて制作 |
|    | 2024年10月6日 | ALL HOYA FRIENDS                | -        | CD       | -         | 作詞：SHI-SHOW 作曲：SHI-SHOW         | 気仙沼市の観光PRキャラクター「ホヤぼーや」の公式ソング。SCKが歌うバージョンに加え、ししょう＆りか が歌う2022年バージョン、スペシャルショーで使われた振り付けレクチャー入りのロングバージョンの3曲入り |

ほか、以下の持ち歌がある。
- 「Never Land」
- 「Future この街の子どもたち」
- 「自分応援歌」
- 「ラブヘタレ」
- 「one's home in my heart」

※「Never Land」はSCK GIRLSの歌の先生を務める、佐藤梨華が札幌時代に活動していた双子デュオ「Favorite Sunday」のカバー曲。作詞を佐藤（RIKA）が担当、作曲を佐藤の妹（KANA）が担当

## 参加作品

### コンピレーションアルバム
- 『横丁ライジング〜気仙沼大好き人間たちの ハメ外しすぎTHE WORLD〜』/横丁ライジングオールスターズ（2014年5月17日発売）[44] TM NETWORKのセカンドシングルから1974 (16光年の訪問者)をカバー。
- 『KESENNUMA SONGS〜復興の音魂〜10Years History』（2024年10月13日発売）ISARIBI Disc (DISC1)に「港町メモリーズ」を収録。

### デジタルシングル
- 『サクラサケ日本』/U.M.U FOR JAPAN feat.春香クリスティーン（2013年3月27日配信開始、レコチョク）

### DVD
- 『ご当地アイドルNO.1決定戦 U.M.U AWARD 2012 〜ニッポン全国アイドル勢力図〜』（2013年3月27日発売、POBD-60452）

## 出演

### テレビ
- つんつべ♂（2012年6月8日、2012年6月15日 TOKYO MX）
- 東北発☆未来塾（2014年3月9日、NHK Eテレ）
- TOMORROW「“ありがとう”を届けたい SCK GIRLS」（2014年3月10日、NHK BS1）
- 復興支援情報エンタメバラエティ番組「プッシュ！」（2015年3月7日、宮城ケーブルテレビ）
- TOMORROW「今こそ自分に応援歌! SCK GIRLS」（2015年2月18日、NHK BS1、3月9日、NHK総合）[45]
- あさイチ「バスで!列車で!アッキーがゆく“復興の地”2015 SP」（2015年3月9日、NHK総合）[46]
- やっぺぇ！たいそう（2016年8月4日 - 、NHK仙台）[47]

### ラジオ
- SCK GIRLSの復興メッセンジャー（2013年4月1日 - 、けせんぬまさいがいFM → ラヂオ気仙沼）
- ラジオ特集 震災３年 被災地の子どもが見つめる未来〜岩手・宮城〜（2014年3月10日 、NHKラジオ第1）
- 3.11みやぎホットラインスペシャル「ありがとうと思い出を紡いで～被災地発アイドルの軌跡」（2022年5月29日 、TBCラジオ）

### インターネット
- 経済産業省・中小企業庁サイト「ものづくり★プライド 注目支援施策を活用した成果事例」 - 東北エリア代表として参加（2016年3月）[48]

### イベント
- SCK GIRLS Official Web Site[49]、SCKGIRLS運営のブログ[50]より

### キャンペーン
- 東北限定ローソンプレゼンツ「ジモドルフェスタ2014WINTER」キャンペーン(2014年1月7日 - 2013年3月9日 ）

## 小説モデル
五十嵐貴久の『気仙沼ミラクルガール』（幻冬舎、2016年3月）は、SCK GIRLS をモデルとしたアイドルグループ「KJH」を描く小説である。東日本大震災をどう表現するか考えていた五十嵐が SCK に出会い、その「ドラマチックすぎる」物語に驚き、「出来過ぎ」のような実話をフィクションである小説に仕立てた。

### 公式サイト
- SCK GIRLS Official Web Site

### 公式ブログなど
- SCK GIRLSオフィシャルブログ - Ameba Blog
- SimCity気仙沼 - Ameba Blog

- メンバー個人ブログ
  - SCKありさのアリブロ！とぴっくす - Ameba Blog
  - プリンセス破天荒まりってるの聞いて聞いて！365日間の観察日記 - Ameba Blog

- Twitter
  - SCK GIRLS (@SCKGIRLS) - X（旧Twitter）
  - ありさ@SCK GIRLS (@Ogui_Arisa) - X（旧Twitter）
  - まりか@SCKGIRLS (@princessttel) - X（旧Twitter）

- 旧メンバーブログ・Twitter
  - SCKさとみのメガネと緑とさとーみと - Ameba Blog
  - SCKGIRLS_さとーみ (@imotaS_SCK) - X（旧Twitter）
  - りせっしゅの舞露愚 上等！ - Ameba Blog
  - りせ@SCK GIRLS (@Risessh_) - X（旧Twitter）
  - SCK GIRLS りののブログ - Ameba Blog
  - りの@sckgirls (@0827Rino) - X（旧Twitter）
  - SCK GIRLS りかこのブログ - Ameba Blog
  - りん SCKGIRLS (@rin_616) - X（旧Twitter）
  - SCK GIRLS かれん (@kyakyaren_sck) - X（旧Twitter）
  - あみっちょ@SCKGIRLS (@ami__sck) - X（旧Twitter）
  - SCKかれんのきゃっきゃきゃれんの大冒険！ - Ameba Blog